# 弦楽八重奏曲 (メンデルスゾーン)
弦楽八重奏曲 変ホ長調 作品20は、フェリックス・メンデルスゾーンが1825年の秋（作曲者がまだ16歳のとき）に作曲した室内楽曲であるが、もはや習作の域を越えた古典的な完成度の高さによって有名である。

## 構成
以下の4つの楽章から成る。
1. アレグロ・モデラート・コン・フォーコ Allegro moderato con fuoco
2. アンダンテ Andante
3. 「スケルツォ」。アレグロ・レジェリッシモ Scherzo: Allegro Leggierissimo
4. プレスト Presto

## 楽器編成
この八重奏曲は、複弦楽四重奏曲という編成が採られている。すなわち、4つのヴァイオリン、2つのヴィオラ、2つのチェロである。しかし現在では、弦楽合奏用の作品として演奏されることも行われ、そのような場合には演奏者が規定数以上に膨れることも珍しくない。またアルトゥーロ・トスカニーニは、1947年にNBC交響楽団の団員を率いて本作を上演した際に、チェロパートの部分にコントラバスを重ねた独自の版を用いている。
なお、スケルツォのみメンデルスゾーン自身による管弦楽編曲版が存在する。交響曲1番ハ短調（1824年）の第3楽章「メヌエット」の代替用として編曲したものである。BISレコードから新アムステルダム・シンフォニエッタ演奏のCDや、ドイツ・グラモフォンからクラウディオ・アバド指揮、ロンドン交響楽団演奏のCDなどが発売されている。